# حمص قوقازي
حمص قوقازي (الاسم العلمي:Cicer caucasicum) هي نوع نباتي يتبع جنس الحمص من فصيلة البقولية.